# 10839 Hufeland
10839 Hufeland è un asteroide della fascia principale. Scoperto nel 1994, presenta un'orbita caratterizzata da un semiasse maggiore pari a 2,6977186 UA e da un'eccentricità di 0,2130818, inclinata di 10,42867° rispetto all'eclittica.